# Período Formativo andino
Nos Andes Centrais, o Período Formativo é o terceiro estágio na periodização cronológica de Luis Guillermo Lumbreras.
O Período Formativo inicia com o aparecimento da cerâmica produzida pela cultura Tutishcainyo na bacia do Rio Ucayali e pela fase Wairajirca da cultura Kotosh nas terras altas e no litoral do grande sítio arqueológico de Haldas perto de Casma, aproximadamente 1.800 a.C. e em Ancón (Lima) em 1.600 a.C.  e termina com a desintegração do  Centro Cerimonial de Chavin de Huantar . Entre as realizações mais importantes do período incluem ourivesaria, hidráulica, a melhoria das técnicas agrícolas, expansão religiosa e potenciamento da arte têxtil.

## Período Formativo Inferior
O  Período Formativo Inferior ocorreu de 2.000 a 1.200 a.C. Também chamado Formativo inicial ou Período Pré-Chavín , nesta fase, antes da Cultura Chavín se tornar hegemônica apareceram  ocupações como  Pacopampa , Kuntur Wasi , Kotosh e Sechín Alto. Neste período se inicia a cerâmica e a metalurgia.

## Período Formativo Médio
O Período Formativo Médio ocorreu de 1.200 a 400 a.C. Também conhecido pelo nome Formativo Síntese , neste período a Cultura Chavín se desenvolve totalmente. Sua sede, Chavin de Huantar, se transforma em foco cultural e religioso, nesta fase desenvolvem significativamente a cerâmica monocromática e a escultura em pedra.

## Período Formativo Superior
O Período Formativo Superior ocorreu de 400 a 100 a.C. Este período também é conhecido como  Formativo Final , Formativo de Transição . A Cultura Chavín, começa a perder a sua força hegemônica, e começam a emergir novos centros cerimoniais com seus próprios estilos tornando-se independentes depois de algumas centenas de anos da influência Chavin , marcando assim, a deterioração completa do período Formativo identificado com a Cultura Chavin, dando assim início ao Período de desenvolvimento regional .
Tomando como referência apenas à Cultura Chavin , a ascensão e queda deste, os dois últimos períodos também são conhecidos como Horizonte Chavin ou Horizonte Inicial (periodização de  John Rowe) .

## Culturas que se desenvolveram no Período
| Cultura            | Localização                                                         | Localização           | Antiguidade               | Descobridor(es)                  | Importância                       |
| ------------------ | ------------------------------------------------------------------- | --------------------- | ------------------------- | -------------------------------- | --------------------------------- |
| Cultura            | Local                                                               | Região                | Antiguidade               | Descobridor(es)                  | Importância                       |
| Cultura Chavín     | Callejón de Conchucos, província de Huari                           | Região de Ancash      | 1.000 a.C. – 200 a.C.     | Julio César Tello Rojas en 1919. | considerados melhores escultores  |
| Cultura Paracas    | Cerro Colorado, Península de Paracas                                | Região de Ica         | 700 a.C. - 800 a.C        | Julio César Tello Rojas em 1925. | ponte entre Chavin e Tiahuanaco   |
| Cultura Cupisnique | Vales de Jequetepeque e Chicama.                                    | Região de La Libertad | anterior a Cultura Chavin | Rafael Larco Hoyle em 1941       | -                                 |
| Cultura Pukará     | região setentrional do Rio Pucara Mayu, às margens do lago Titicaca | Região de Puno        | 200 a.C. – 600            | Alfred Kidder II em 1939         | antecedeu a Cultura de Tiahuanaco |

## Cronologia
| Período Precedente                      | Período Analisado                         | Período Seguinte              |
| Aparição dos horticultores semi-nômades | Agricultores Sedentários                  |                               |
| Período Arcaico                         | Período Formativo de 2000 a.C. a 100 a.C. | Período Intermediário Inicial |
| --------------------------------------- | ----------------------------------------- | ----------------------------- |